# Разновидности арабского языка
Разновидности (диалекты) арабского языка (араб. اللهجات العربية‎) — многочисленные варианты арабского языка, распространённые среди арабоязычных жителей земного шара. Современные диалекты арабского языка подразделяются на пять групп — аравийская, месопотамская, сиро-палестинская, египетская и магрибская группы диалектов. В эти группы не включаются изолированные диалекты на периферии арабского мира, которые распространены среди узкой группы людей и находятся на грани исчезновения. Все эти разновидности довольно сильно отличаются как друг от друга (диалекты из различных региональных групп могут быть взаимонепонятными), так и от стандартного для арабского мира литературного арабского языка, который является продолжением классического «языка Корана».

## Литературный язык и народный диалект
Во всём современном арабском мире, в 22 странах которого проживают свыше 200 млн носителей арабского языка, официальным языком является арабский литературный язык — осовремененный вариант классического арабского языка. Литературный язык, правда, смешанный с народным языком, применяется в образовательной системе и средствах массовой информации. Сами арабы не делают большой разницы между классическим и современным литературным языком, одинаково называя их аль-’араби́йяту-ль-фу́сха («правильный арабский»).
Литературная норма арабского языка сформировалась более чем 12 столетий назад и примерно с тех же пор литературный арабский перестал быть разговорным языком. Обычно литературный арабский не применяется при каждодневном общении, а его усвоение не происходит естественным путём. В формальных ситуациях, как принято, образованные носители арабского языка применяют слова и конструкции литературного арабского, а за пределами этой сферы все они переключаются на народную форму языка (диглоссия) и, как показывают исследования, эти образованные люди способствуют изменению народного языка в сторону литературной нормы.
Родным языком для арабов являются многочисленные разновидности арабского языка, которые они усваивают до начала обучения формальному литературному языку. Жители одной деревни или города могут не испытывать трудностей в понимании речи соседних деревень и городов, но чем значительнее расстояние между местностями, тем больше ощущается разница в соответствующих диалектах, вплоть до того, что периферийные диалекты с окраин арабского мира могут быть полностью невзаимопонятными.

## Исследование диалектов

Арабоязычное большинство
Арабоязычное меньшинство

Систематическое исследование географии диалектов является типичным изобретением западноевропейских лингвистов XIX века. Но неправильно будет утверждать, что до этого сами арабы не замечали различий между говорами арабоязычного мира. Известно, что арабские грамматики фиксировали доисламские диалекты, которые, как им казалось, были частью чистого арабского языка. Из-за своеобразных взглядов на арабский язык эти грамматики не интересовались новыми «неправильными» говорами, которые возникали в городах Арабской империи, и не рассматривали их в своих трудах.
Некоторые исследователи всё же проявляли интерес к разнице между арабской речью различных частей Халифата. Например, Аль-Джахиз (775—868) отмечал, что городское население говорит согласно диалектам племён, которые поселились в них и этим обусловлена разница в говорах жителей Куфы и Басры, Леванта и Египта. Тема различий в арабских говорах, как правило, рассматривалась в трудах историков, географов и путешественников. Они иногда сообщали об особенностях лексики и произношения в посещённых регионах. Наиболее обширным из таких трудов является книга аль-Мукаддаси «Лучшее разделение для познания климата» (Ахсан ат-такасим фи марифат ал-акалим). Автор подверг систематическому рассмотрению лингвистические особенности, а также лексические и фонетические регионализмы всех посещённых провинций.
Другие авторы обращали внимание на различия в говорах между представителями разных социальных групп. Например, «отец социологии» Ибн Халдун (1332—1406) в своей «Мукаддиме» посвятил главу различиям в речи оседлых жителей и кочевых бедуинов. Он отмечал, что у каждого региона есть свой диалект, восточные диалекты отличаются от западных, а андалузское наречие обособлено от всех остальных. Согласно Ибн Халдуну, изменения в арабском языке вызваны контактами с неарабским населением покорённых территорий. Он охарактеризовал диалект Магриба как «другой язык», появившийся в результате смешения с местными берберскими языками. Изменения же в восточных диалектах, по его мнению, возникли по причине контактов с персидским и тюркскими языками.
Когда в XIX веке европейские лингвисты стали интересоваться разговорными разновидностями арабского языка, в самих арабских странах эта тенденция не была встречена с одобрением. Из-за того, что диалекты считались «непрестижными» вариантами арабского языка, интерес к их структуре выглядел подозрительным. Исключением является Египет, где первое свидетельство интереса к лексическим регионализмам относится к XVI веку. В словаре «Удаление бремени от речи жителей Египта» Юсуфа аль-Магриби (ум. 1611) была отражена египетская разговорная разновидность арабского языка. Вместе с критикой некоторых «ошибок» египтян, автор выступал с защитой местного диалекта и там, где возможно находил корни регионализмов в классическом языке. Примеры «ошибочных выражений», собранные в труде аль-Магриби, являются ценным источником информации о раннем египетском диалекте.
В XIX веке даже многие египтяне осознали, что роль классического арабского языка как объединяющего фактора в Арабском мире находится под угрозой из-за слишком большого внимания к диалектам, символизирующим разобщённость арабоязычных стран. Эти опасения в некоторой степени были оправданы, — некоторые колониальные правительства активно продвигали использование диалектов. Так, во Французском Алжире преподавание классического арабского было запрещено, а его место занял алжирский диалект. В Египте британские власти поддерживали эксперименты востоковедов с введением латиницы для записи египетского диалекта. В результате диалектология стала ассоциироваться с колониальной политикой разобщения, а диалектологи стали считаться «оружием империализма». Ко всему прочему, изучение диалектов в ортодоксальных кругах рассматривалось как «вредное» для языка священного Корана.

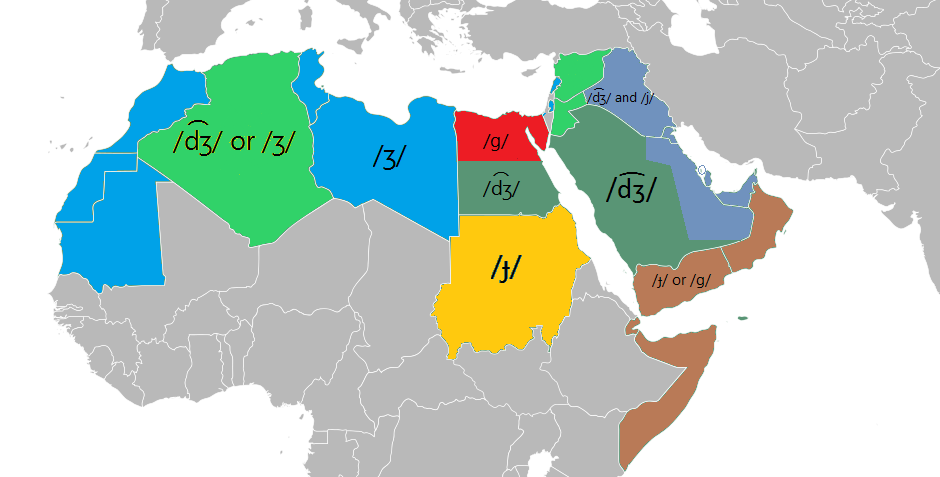
Различия в произношении арабской буквы ج «джим»

В наше время всё ещё остается трудным пробудить в Арабском мире интерес к диалектам как к серьёзному объекту исследования. Многие носители арабского языка считают диалект разновидностью языка без грамматики, которую используют дети и женщины. Даже в университетах не горят желанием принимать диалектологические исследования как темы для диссертаций. Хотя в целом изучение диалектологии страдает от упомянутых здесь недостатков, нельзя сказать, что нет диалектологов арабского происхождения. Многие арабские языковеды применяли свои навыки в исследовании своих родных диалектов и некоторые из лучших монографий в этой области были написаны лингвистами-арабами. В целом же можно утверждать, что изучение диалектологии страдает от недостатков, упомянутых выше.
Помимо «политических» проблем диалектологии арабского языка, общей проблемой при изучении диалектов является т. н. «парадокс наблюдателя». Исследователи сталкиваются с этим явлением, когда хотят, чтобы носитель диалекта разговаривал в как можно более неформальном стиле, но само это внимание к речи носителя приводит к тому, что он начинает говорить наиболее «правильным» образом. Это не всегда означает, что носитель диалекта переходит на классический язык. В тех регионах, где «престижный» язык отличается от классического арабского, люди могут изменять произношение некоторых звуков, даже если ранее произносили их в соответствии с чтением Корана. Например, жители Дельты Нила могут в разговоре с чужаками произносить дифтонги /ay/ и /aw/ как /ē/ и /ō/, подражая столичному диалекту.

## Классификация

Карта арабских диалектов
1: Хассания
2: Марокканский диалект арабского языка
3: Диалект алжирской Сахары
4: Алжирский диалект арабского языка
5: Тунисский диалект арабского языка
6: Ливийский диалект арабского языка
7: Египетский диалект арабского языка
8: Бедуинский диалект восточного Египта и Леванта
9: Саидский диалект арабского языка
10: Чадский диалект арабского языка
11: Суданский диалект арабского языка
12: Южносуданский арабский пиджин
13: Недждийский диалект арабского языка
14: Палестинский диалект арабского языка
15: Сирийский диалект арабского языка
16: Мосульский диалект арабского языка
17: Иракский диалект арабского языка
18: Арабский диалект Персидского залива
19: Бахарна (диалект)
20: Хиджазский диалект арабского языка
21: Диалект арабов-шихух
22: Оманский диалект арабского языка
23: Дофарский диалект арабского языка
24: Севернойеменский диалект арабского языка
25: Южнойеменский диалект арабского языка
26: Хадрамаутский диалект арабского языка
27: Кашкадарьинский диалект арабского языка
28: Бухарский диалект арабского языка
29: Кипрско-арабский язык
30: Мальтийский язык
31: Нуби

Согласно традиционной классификации, принятой большинством учёных, арабские диалекты подразделяются на пять диалектных групп:
1. аравийская группа диалектов➤
2. месопотамская группа диалектов➤
3. сиро-палестинская группа диалектов➤
4. египетская группа диалектов➤
5. магрибская группа диалектов➤

Также существуют разновидности арабского языка (диалект маронитов Кипра, среднеазиатские диалекты и др.), которые не включаются в данные группы из-за их изолированности от арабоязычного мира.

### Аравийская группа
Из-за того, что классический арабский язык сформировался на основе хиджазского говора, аравийские диалекты являются наиболее близкими к литературному арабскому языку. В доисламский период на Аравийском полуострове, вероятно, имело место разделение на восточные и западные диалекты, но из-за последующих миграций распределение диалектов в этом регионе значительно изменилось. Все бедуинские диалекты Аравии принадлежат к новому типу арабского языка, но остаются более консервативными, чем диалекты за пределами Аравийского полуострова. Оседлые диалекты городов Хиджаза и Персидского залива, вероятно, явились результатом позднейших миграций.
Согласно классификации Брюса Ингема (англ. Bruce Ingham) и Хейкки Палвы (фин. Heikki Palva), аравийские диалекты делятся на четыре группы:
1. Северо-восточные диалекты: диалекты Неджда, крупных племён аназа и шаммар. Эти диалекты делятся на три подгруппы:
  - диалекты племени аназа: диалекты Кувейта, Бахрейна и др. стран Персидского залива.
  - диалекты племени шаммар, включая бедуинские диалекты Ирака.
  - сиро-месопотамские бедуинские диалекты, включая бедуинские диалекты северного Израиля и Иордании, а также диалект племени давагра на севере Синайского полуострова.
2. Южноаравийские (юго-западные) диалекты: диалекты Йемена, Хадрамаута и Адена, а также диалект бахарна шиитов-бахрейнцев.
3. Хиджазские (западноаравийские) диалекты: диалекты бедуинов Хиджаза и Тихамы, городов Мекка и Медина.
4. Северо-западные диалекты: в эту группу входят диалекты Синайского полуострова и пустыни Негев, а также диалекты южной Иордании, восточного побережья Акабского залива и некоторые регионы на северо-западе Саудовской Аравии.

### Месопотамская группа
Известно, что арабизация Месопотамии происходила в два периода: в первые десятилетия после арабского завоевания в военных центрах захватчиков (Басра, Куфа и др.) возникли новые городские разновидности арабского языка, немного позднее в эти земли мигрировала вторая волна бедуинов с Аравийского полуострова и их говоры наложились на изначальные городские диалекты. После исследования месопотамского диалекта выяснилось, что все они разделяются на две группы, которые были обозначены как qəltu и gilit — согласно произношению классического арабского qultu (араб. قُلْتُ‎ — «я сказал»). Диалекты qəltu являются продолжением средневековых диалектов, на которых говорили в оседлых центрах Аббасидского Ирака. Диалекты gilit являются результатом позднейшей бедуинизации, которая не затронула говоры городских христиан и иудеев. Распространённость этих групп можно увидеть на следующей таблице:
| регион       | неоседлые мусульмане | оседлые мусульмане | немусульмане |
| ------------ | -------------------- | ------------------ | ------------ |
| Нижний Ирак  | gilit                | gilit              | qəltu        |
| Верхний Ирак | gilit                | qəltu              | qəltu        |
| Малая Азия   | gilit                | qəltu              | qəltu        |

С точки зрения фонетики и грамматики основные территориальные варианты иракского диалекта объединены в три крупные группы: североиракскую (мосульский), багдадскую и южноиракскую. Наибольшее значение приобрёл столичный багдадский говор, который пока не оформился в единый диалект и распадается на говоры по конфессиональной принадлежности носителей.

### Сиро-палестинская группа
Сирийский (сиро-палестинский) диалект начал формироваться в середине VII века под влиянием родственного арабскому сирийского языка, который был распространён на территории Сирии до арабизации. Сирийский диалект отличается как от литературного арабского, так и от других арабских диалектов рядом фонетических, лексических и грамматических особенностей.
Большинство сиро-палестинских диалектов показывают типичные для оседлых диалектов черты: глухое произношение арабского /q/ как /ʔ/, пауза при произношении межзубных согласных, утрата различия между полами во втором и третьем лице множественного числа местоимений и глаголов. Во всех диалектах сохранились три долгие гласные: /aː, iː, uː/. То, что все диалекты относятся к оседлому типу, не означает полного отсутствия бедуинских черт. Во множестве иорданских говоров /q/ реализуется как /g/ из-за контактов с племенами бедуинов.
Сиро-палестинские говоры делятся на три основные группы:
- ливанские и центральносирийские диалекты в число которых входят ливанский диалект (в том числе диалект Бейрута) и диалект центральной Сирии (в том числе диалект Дамаска). В эту же группу включают диалекты друзов и христиан-маронитов Кипра.
- северносирийские диалекты, в том числе диалект Алеппо.
- палестинско-иорданские диалекты в число которых входят городские диалекты Палестины, сельские диалекты центральной Палестины и южнопалестинские и иорданские диалекты.

### Египетская группа
После завоевания Египта арабами и создания военной базы в Фустате, городское население Нижнего Египта вскоре перешло с коптского языка на арабский. Арабизация же сельских местностей и Верхнего Египта не была столь быстрой и продолжалась в течение трёх веков бедуинами, которые переселялись из Аравии на запад. Распространяясь вдоль Нила, арабский язык из Египта попал в Судан и Чад. В середине IX века арабские племена рабиа и джухайна из Верхнего Египта прорвались на юг и вторглись в земли беджа и в Нубию. Современные арабоязычные кочевники Судана ведут свой род от племени джухайна, а оседлое население страны ведёт свой род от потомка Аббаса, дяди пророка Мухаммеда, Джаала и называют себя джаалин. По всей вероятности они являются нубийцами, которые были арабизированы до прихода бедуинов.
Некоторые диалекты арабского языка, распространённые в Западной и Центральной Африке, возможно, возникли в результате экспансии арабских племён Судана на запад. Арабы называли пояс саванны между пустыней Сахара и лесами Центральной Африки билад ас-судан — «страна чёрных». Все диалекты на этой территории относятся к бедуинскому типу.
Египетская группа состоит из следующих диалектов:
- диалекты дельты Нила, которые в свою очередь делятся на восточные (шаркийя) и западные;
- диалект Каира;
- среднеегипетский диалект, распространённый на участке от Гизы до Асьюта;
- верхнеегипетский диалект, распространённый на участке от Асьюта до юга страны, состоит из четырёх диалектов:
  - диалекты между Асьютом и Наг-Хаммади;
  - диалекты между Наг-Хаммади и Кеной;
  - диалекты между Кеной и Луксором;
  - диалекты между Луксором и Исной

### Магрибская группа
В магрибскую группу диалектов входят диалекты Мавритании, Марокко, Алжира, Туниса и Ливии. Все магрибские диалекты подразделяются на две группы: до-хиляльские и хиляльские (от названия племени бану хиляль). Все до-хилальские диалекты являются оседлыми и распространены преимущественно в городах, а также в тех районах, которые были населены в ранний период арабизации. Примером тому являются область Сахель в Тунисе и районы к северу от крупных городов Константина, Тлемсен и Фес.
До-хиляльские диалекты состоят из следующих групп:
- восточные до-хиляльские диалекты, распространённые в Ливии, Тунисе и на востоке Алжира;
- западные до-хиляльские диалекты, распространённые на западе Алжира и в Марокко.

Бедуинские диалекты Северной Африки являются хиляльскими диалектами, которые состоят из трёх групп:
- сулаймские диалекты в Ливии и южном Тунисе;
- восточно-хиляльские диалекты в центральном Тунисе и восточном Алжире.
- центрально-хиляльские диалекты в центральном и южном Алжире, на границе с пустыней Сахара;
- ма’кильские диалекты в западном Алжире и Марокко.

Группа бану хассан из ма’кильской конфедерации племён в своё время осела в Мавритании, и их говор стал известен как хассания.

### Прочие

#### Еврейско-арабские диалекты
Современные еврейско-арабские диалекты как правило отличаются от соответствующих нееврейских диалектов незначительно, в основном лишь лексически (из-за наличия большого числа заимствований из древнееврейского и арамейского, обозначающих понятия религии и культуры), хотя некоторые в силу поздних миграций отличаются более значительно (в Ливии, Ираке, частично в Египте). Они выражаются в существовании многочисленных языковых черт, свойственных часто только еврейско-арабским диалектам данных районов, на всех уровнях языка — в фонетике, морфологии, синтаксисе и семантике.
Выделяются следующие современные еврейско-арабские диалекты:
- еврейско-марокканский
- еврейско-тунисский
- еврейско-триполитанский
- еврейско-египетский
- еврейско-сирийский
- еврейско-ливанский
- еврейско-иракский
- еврейско-йеменский

Существует также и еврейско-арабское арго, называемое лашон («язык»). Особой разновидностью еврейско-арабского является караимо-арабский диалект, которым пользовались караимы, жившие в арабских странах.

#### Креольские языки и пиджины
В Северной Африке существует несколько креольских языков и пиджинов на арабской основе: нуби, бабалиа-арабский креольский язык и южносуданский арабский пиджин.

## Различия между диалектами
Все арабские диалекты имеют системы гласных звуков низкой плотности:
- в литературном арабском имеются три краткие и три долгие гласные: /i, a, u, iː, aː, uː/;
- в аравийских диалектах имеются восемь гласных: /i, a, u, iː, eː, aː, oː, uː/;
- в сиро-палестинских диалектах имеются десять гласных: /i, e, a, o, u, iː, eː, aː, oː, uː/;
- в магрибских диалектах имеются семь гласных: /i, a, u, ə, iː, aː, uː/.

На востоке арабского мира диалекты бедуинского типа сохранили межзубные согласные /θ/, /ð/ и /ð̟/ классического арабского языка, в то время как в городских говорах они слились с зубными согласными. По арабскому представлению, это объясняется «чистотой» этих диалектов, хотя в этих же диалектах «классический» звук /dˁ/ (буква дад) был заменён на /ð̟/. В городских диалектах Сирии, Иордании и Египта межзубные согласные в заимствованных из литературного языка неологизмах произносятся как /s/, /z/ и /ẓ/, хотя эти же звуки в «обычных» словах произносятся как /t/, /d/ и /ḍ/.
В произношении согласных /q/, /tˤ/ и /k/ наблюдаются такие различия между диалектами:
| КАЛЯ/АЛЯ | городск. д-ты (Каир, Дамаск, Иерусалим) | сельск. д-ты (центр. Палестина) | бедуинск. д-ты (1-й тип) (вост. Иордания, мусульм. Багдада) | бедуинск. д-ты (2-й тип) (южн. Ирак, Перс. залив) | бедуинск. д-ты (3-й тип) цент. Сауд. Аравия | перевод   |
| -------- | --------------------------------------- | ------------------------------- | ----------------------------------------------------------- | ------------------------------------------------- | ------------------------------------------- | --------- |
| qaːla    | ʔaːl                                    | kaːl                            | gaːl                                                        | gaːl                                              | gaːl                                        | он сказал |
| tˤariːq  | tˤariːʔ                                 | tˤariːk                         | tˤariːg                                                     | tˤariːj                                           | tˤariːdz                                    | дорога    |
| samak    | samak                                   | samat͡ʃ                          | simat͡ʃ                                                      | simat͡ʃ                                            | simats                                      | рыба      |
| -kum     | -ku/-kum                                | -t͡ʃim                           | -kum                                                        | -kum                                              | -kum                                        | вам       |

## Использованная литература
- Versteegh K. The Arabic Language. — Columbia University Press, 1997. — 277 p. — ISBN 0231111525.
- Versteegh K. The Arabic Language. — 2-е, исправленное. — Edinburgh University Press, 2014 (2). — 431 p. — ISBN 9780748645299.
- Versteegh K. The Arabic Language. — исправленное. — Edinburgh University Press, 2014 (1). — 410 p. — ISBN 9780748645282.
- Hassan Z. M., Heselwood B. Instrumental Studies in Arabic Phonetics. — John Benjamins Publishing, 2011. — 365 p. — (Current Issues in Linguistic Theory). — ISBN 9789027283221.
- Holes C. Modern Arabic. Structures, Functions, and Varieties. — Georgetown University Press, 2004. — 419 p. — (Georgetown classics in Arabic language and linguistics). — ISBN 9781589010222.

## Рекомендованная литература
- Завадовский Ю. Н. Арабские диалекты Магриба. — М.: Издательство восточной литературы, 1962. — (Языки зарубежного Востока и Африки).
- Кямилев С. Х. Марокканский диалект арабского языка. — М.: Наука, 1968. — 131 с. — (Языки народов Азии и Африки).
- Завадовский Ю. Н. Тунисский диалект арабского языка. — М.: Наука, 1979. — 106 с.
- Завадовский Ю. Н. Мавританский диалект арабского языка. Хассания. — М.: Наука, 1981. — 78 с. — (Языки народов Азии и Африки).
- Мишкуров Э. Н. Алжирский диалект арабского языка. — М.: Наука, 1982. — 131 с. — (Языки народов Азии и Африки).
- Мишкуров Э. Н., Маляров Ю. И. Учебник арабского диалектного языка Ливии. — М.: Военный Краснознамённый институт, 1980.
- Мишкуров Э. Н. Типология диалектного и литературного грамматического строя современного арабского языка. — М., 1986. — 35 с.
- Крапива Г. П. Учебник сирийского диалекта арабского языка / ред. Э. Н. Мишкуров. — М.: Военный институт иностранных языков, 1972. — 552 с.
- Церетели Г. В. Арабские диалекты Средней Азии. — Издательство Академии наук Грузинской ССР, 1956.
- Чиковани Г. Г. Кашкадарьинский арабский диалект Центральной Азии. — Институт востоковедения им. академика Г. В. Церетели, 2008. — 257 с. — ISBN 9789941904066.
- Ахвлeдиани В. Г. Бухарский арабский диалект (Фонология и морфология). — Тбилиси: Мецниеpеба, 1985. — 106 с.
- Торос А. К. Иракский диалект арабского языка: практическое пособие. — М.: Ключ-С, 2011. — 146 с. — ISBN 9785931361468.

- Durand O. Introduzione ai dialetti arabi. — Centro studi camito-semitici, 1995. — 165 p. — (Sussidi didattici).
- Behnstedt P., Fischer W., Jastrow O. Handbuch der Arabischen Dialekte. — Otto Harrassowitz, 1980. — 312 p. — (Porta Linguarum Orientalium). — ISBN 9783447020398.
- Grigore G. L’arabe parlé à Mardin. Monographie d’un parler arabe périphérique. — Bucharest: Editura Universitatii din Bucuresti, 2007. — ISBN 978-973-737-249-9.